# آرثر كينيرد
آرثر كينيرد (16 فبراير 1847 - 30 يناير 1923) كان رئيس الاتحاد الإنجليزي لكرة القدم ولاعب كرة قدم بريطاني ويعتبره بعض الصحفيين أول نجم لرياضة كرة القدم.